# Emilio Polli
Emilio Polli (1901 — 1983) foi um nadador italiano.
Polli tem sido o campeão mais forte na história da natação italiana até 1931, já participou de dois Jogos Olímpicos (1924, 1928) e é considerado um dos mais representativos do esporte italiano de século XX.

## Biografia
Foi um nadador olímpico distinto, vencedor de 25 medalhas nacionais e uma das figuras mais representativos do esporte moderno na Europa até o ano de 1931.

## Clubes
- Canottieri Milano ( Itália)

## Palmarés
Nacional:
- 25 títulos de campeão italiano de natação